# Peppino De Filippo
Peppino De Filippo (Nápoly, 1903. augusztus 24. – Róma, 1980. január 27.) olasz színész.

## Életpályája
Szülei: Eduardo Scarpetta (1853–1925) olasz színész és Luisa De Filippo voltak. Két testvérével, Titinával (1898–1963) és Eduardóval (1900–1984) együtt színi pályára lépett. Ő maga előbb technikai tanulmányokat folytatott. Színi pályáját Vincenzo Scarpetta társulatánál kezdte, majd a nápolyi San Nazzaro Színház tagja lett. Turnézott Dél-Amerikában is. 1931-ben testvéreivel megalapították a Compagnia del Teatro Umoristico: i De Filippo együttest. 1932-től szerepelt filmekben. 1944-ben otthagyta a céget.
Kedvelt komikus volt, több ízben szerepelt együtt Totòval, Aldo Fabrizivel, de bátyja mellett – minden népszerűsége ellenére – a másodvonalban maradt.

## Magánélete
1929–1945 között Adelina Carloni volt a felesége. Egy fiuk született: Luigi De Filippo (1930–2018) olasz színész. 1971-ben Lidia Martora (?–1971) olasz színésznő volt a párja. 1977–1980 között Lelia Mangano volt a házastársa.

## Filmjei
- Három ember frakkban (Tre uomini in frak) (1933)
- A háromszögletű kalap (Il cappello a tre punte) (1935)
- Az a kettő (Quei due) (1935)
- Az állam én vagyok (Sono stato io!) (1937)
- Az én szerelmem nem hal meg (L'amor mio non muore…) (1938)
- Ruvolito őrgrófnő (Il marchese di Ruvolito) (1939)
- A szerencse éjszakája (Notte di fortuna) (1941)
- Mindenki álma (Il sogno di tutti) (1941)
- Nem fizetek! (Non ti pago!) (1942)
- Casanova így tenne (Casanova farebbe così!) (1942)
- Ismerlek szép maszk! (Ti conosco, mascherina!) (1943)
- Hófehérke és a hét rabló (Biancaneve e i sette ladri) (1949)
- A varieté fényei (1950)
- Toto és az asszonyok (Totò e le donne) (1952)
- Martin Toccaferro (1953)
- Egy nap a bíróságon (1954)
- Lo scocciatore (Via Padova 46) (1954)
- Az idős hölgy (Peppino e la vecchia signora) (1954)
- Vénusz jegyében (Il segno di Venere) (1955)
- Kis posta (Piccola posta) (1955)
- Totò, Peppino és a törvényenkívüliek (Totò, Peppino e i fuorilegge) (1956)
- Üdülés pénz nélkül (1957)
- Sabella nagymama (La nonna Sabella) (1957)
- Anna di Brooklyn (1958)
- Kenyér, szerelem, Andalúzia (1958)
- Az írnok és az írógép (1959)
- I. Ferdinánd, Nápoly királya (1959)
- A matador (1960)
- Van, aki hidegen szereti (1960)
- Az úr a pokolban is úr (1960)
- A lovascsendőr (1961)
- Toto, Peppino és az édes élet (1961)
- Doktor Antonio megkísérlése (1962)
- Négy szerzetes (1962)
- Boccaccio 70 (1962)
- Barátom Benito (Il mio amico Benito) (1962)
- Házasságtörők (1963)
- Totò a négy ellen (Totò contro i quattro) (1963)
- Olasz furcsaságok (1965)
- Rita, a szúnyog (1966)
- Ischia, szerelmi akció (Ischia operazione amore) (1966)
- Ne ingereljétek a mamát! (1967)
- A riszálás művésze (1970)
- Nápolyi krimi (1979)